# Themes From Calmi Cuori Appassionati
Themes From Calmi Cuori Appassionati es la banda sonora de la producción cinematográfica japonesa Reisei To Jyonetsu No Aida (Calmi Cuori Appassionati), basada en la novela de Tsuji Hitonari y Ekuni Kaori. en inglés el título se traduce como Between Calmness and Passion. En la película se aprecian pequeños extractos de los temas incluidos en el álbum, estos son las pistas 2, 7, 3, 9, 5, y 6 en ese orden respectivamente. El primer tema del disco Wild Child aparece por completo como tema de fondo durante los créditos de cierre de la película.

## Lista de temas
| Nº  | Tema                                       | Duración |
| --- | ------------------------------------------ | -------- |
| 1.  | "Wild Child"                               | 3:47     |
| 2.  | "Caribbean Blue"                           | 3:59     |
| 3.  | "Book of Days"                             | 2:55     |
| 4.  | "Afer Ventus"                              | 4:06     |
| 5.  | "Watermark"                                | 2:25     |
| 6.  | "Orinoco Flow"                             | 4:26     |
| 7.  | "The Celts"                                | 2:58     |
| 8.  | "Once You Had Gold"                        | 3:18     |
| 9.  | "Triad: St. Patrick / Cú Chulainn / Oisin" | 4:25     |
| 10. | "Anywhere Is (Radio Edit)"                 | 3:48     |
| 11. | "Fairytale"                                | 3:03     |
| 12. | "Evening Falls..."                         | 3:49     |
| 13. | "Song Of The Sandman (Lullaby)"            | 3:40     |
| 14. | "The Promise"                              | 2:30     |